# Kraftwerk Sparanise
Das Kraftwerk Sparanise ist ein Gas-und-Dampf-Kombikraftwerk in der italienischen Gemeinde Sparanise bei Caserta in Kampanien. Die mit Erdgas befeuerte Anlage besteht aus zwei unabhängigen 380-MW-Blöcken und ist mehrheitlich im Besitz des Schweizerischen Energiekonzerns Axpo.

## Geschichte
Das Projekt für das Kraftwerk wurde von EGL Italia, der im Jahr 2000 in Genua gegründeten Tochtergesellschaft der schweizerischen EGL AG aufgesetzt. Die EGL hatte das Ziel in Italien vier Gaskraftwerke zu bauen, wovon drei realisiert wurden. Die Anlagen mit einer Gesamtleistung von 1,8 GW stehen in Sparanise, Rizziconi und Ferrara.
Das Kraftwerk Sparanise wurde 2007 in Betrieb genommen. Es war im Jahr 2020 zu 85 % im Besitz von Axpo, der EGL übernommen hatte, und zu 15 % im Besitz des italienischen Versorgungsunternehmens Hera.

## Technik
Das Kraftwerk besteht aus zwei identischen Blöcken mit je 380 MW, die unabhängig voneinander betrieben werden können und einen Gesamtwirkungsgrad von ungefähr 56 % haben. Die Anlage wird von Snam mit Erdgas versorgt und gibt die Energie in die 380 kV-Hochspannungsleitung ab, die von Santa Maria Capua Vetere zum Kernkraftwerk Garigliano führt.
Jeder Block ist mit einer 260 MW-Gasturbine ausgerüstet, deren Abgase in einem horizontal durchströmten Abhitzedampferzeuger genutzt werden um den geschlossenen Wasser-Dampf-Kreislauf einer 120 MW-Dampfturbine aufzuheizen. Das Abdampf der Turbine wird in einem luftgekühlten Kondensator wieder zu Wasser umgewandelt. Jede Turbine ist mit einem eigenen Wellenstrang mit dem zugehörigen Generator verbunden. Diese Mehrwellenkonfiguration erlaubt einen flexibleren Betrieb gegenüber Anlagen, bei welchen die Gas- und die Dampfturbine mit einem gemeinsamen Wellenstrang einen einzigen Generator antreiben.